# 日高賞
留守杯日高賞（るすはいひだかしょう）は、岩手県競馬組合が水沢競馬場で施行する地方競馬の重賞競走である。
競走名は毎年4月28 - 29日に行われる、絵巻「日高火防祭」の開催を記念し、その祭事を始めたとされる水沢城主「留守家」から。
本記事内では、現在行われている競走とは別に施行していたアラブ系競走馬による重賞競走（1969年 - 1999年）についても触れる。

## 概要
「日高賞」という名称の競走は、アングロアラブ系4歳（現3歳）馬限定の重賞競走として1969年に創設され、同年に創設された不来方賞とともに、岩手競馬では最古の重賞競走であった。本競走はビクトリーカップ、北日本アラブ優駿とともに岩手アラブ三冠を形成していた過去があり、これまでに3頭がこれを達成している。施行距離は概ね1900m前後で定着していたが、アングロアラブ系競走馬の入厩頭数が減少した事により、1999年の第31回を最後に廃止された。
その後、「日高賞」は2001年より新たにサラブレッド系3歳牝馬限定の重賞競走として再び施行されるようになったが、回次は前述のアラブ系競走から引き継がれず、新たに「第1回（留守杯）日高賞」として施行された。2004年には名称を「留守杯日高賞」に変更したほか、この年は東日本・九州地区交流競走としても施行され、北海道・北関東・南関東・九州地区の競走馬が出走可能であった。2005年からは地方競馬全国交流競走として施行されている。2010年からはGRANDAME-JAPAN・3歳シーズンに指定された。2016年、岩手競馬で重賞格付け制度が導入され、M2に格付けされる。2018年にM1に格上げされた。
本競走は2009年から2017年と2019年以後スタリオンシリーズ競走に指定されており、2009年は「アドマイヤボス賞」、2010年および2011年は「ゴールドアリュール賞」、2012年は「タニノギムレット賞」、2013年は「バトルプラン賞」、2014年は「マツリダゴッホ賞」、2015年は「スウェプトオーヴァーボード賞」、2016年と2017年は「シニスターミニスター賞」、2019年と2020年は「ダノンシャーク賞」、2021年は「グレーターロンドン賞」、2022年と2023年は「エイシンフラッシュ賞」、2024年は「ビーチパトロール」賞、2025年は「ダンシングプリンス賞」として種牡馬の配合権利が副賞となっている。
2020年よりひまわり賞（オークス）、OROオータムティアラ（現・オータムティアラ）とともに岩手3歳牝馬三冠競走が確立されることになり、本競走は三冠の第1戦として行われることとなった。

### 競走条件・賞金等（2025年）
出走条件
サラブレッド系3歳牝馬。地方競馬全国交流。
- あやめ賞の3着以上の馬に優先出走権がある。

負担重量
54kg。
賞金額
1着500万円、2着175万円、3着100万円、4着65万円、5着35万円で、着外手当は5万円。
副賞
留守杯、JBC協会賞、奥州市長賞、開催執務委員長賞
HITスタリオンシリーズに指定されており、ダンシングプリンスの配合権利が優勝馬馬主へ贈られる。
優先出走権付与
3着以上の馬にはひまわり賞の優先出走権が付与される。

### トライアル競走
水沢で施行される重賞競走（2013年までは特別競走）「あやめ賞」がトライアル競走になっており、上位3着馬までに本競走への優先出走権が与えられる。
2008年までは「菜の花賞」がトライアル競走として施行されていた。

## 歴史
- 1969年 - アングロアラブ系4歳（現3歳）馬限定の重賞競走「日高賞」として創設。水沢競馬場のダート1600mで施行。
- 1981年 - 施行距離を1900mに変更。
- 1997年 - 施行距離を2000mに変更。
- 1999年 - アラブ系競走の縮小に伴い廃止。
- 2001年 - サラブレッド系3歳牝馬限定の重賞競走「日高賞」として、新たに創設。水沢競馬場のダート1600mで施行。
- 2004年
  - 名称を「留守杯日高賞」に変更。
  - 当年のみ、東日本・九州地区交流競走として施行され、出走条件を「サラブレッド系3歳牝馬の北海道・岩手・北関東・南関東・九州所属馬」に変更。
- 2005年 - この年から地方競馬全国交流競走として施行され、出走条件を「サラブレッド系3歳牝馬の地方所属馬」に変更。
- 2009年 - スタリオンシリーズ競走に指定。
- 2010年 - GRANDAME-JAPAN・3歳シーズンに指定。
- 2011年 - 東日本大震災の影響で水沢競馬が中止されたため、施行場を盛岡競馬場に変更して施行。
- 2012年 - 施行場を水沢競馬場に戻す。
- 2016年 - 岩手競馬で重賞格付け制度が導入され、M2に格付けされる。
- 2018年
  - M1に格上げ[4]。
  - スタリオンシリーズから外れる。
- 2019年 - スタリオンシリーズ競走に再度指定。

### 歴代優勝馬
コース種別を記載していない距離は、ダートコースを表す。

#### 日高賞（アラブ系）
| 回数   | 施行日         | 競馬場 | 距離  | 優勝馬             | 性齢 | 所属 | タイム | 優勝騎手   | 管理調教師 |
| ------ | -------------- | ------ | ----- | ------------------ | ---- | ---- | ------ | ---------- | ---------- |
| 第6回  | 1974年7月29日  | 水沢   | 1420m | テツミヤマ         | 牡4  | 岩手 | 1:33.9 | 平澤芳三   | 千葉忠一   |
| 第7回  | 1975年12月1日  | 水沢   | 1600m | タカラサンキ       | 牡4  | 岩手 | 1:46.7 | 佐藤敏彦   | 阿部三     |
| 第8回  | 1976年11月7日  | 水沢   | 1600m | マイテイヤマト     | 牡4  | 岩手 | 1:47.4 | 平澤芳三   | 櫻田浩三   |
| 第9回  | 1977年12月4日  | 水沢   | 1600m | マウタグリン       | 牡4  | 岩手 | 1:43.8 | 千葉四美   | 酒井清     |
| 第10回 | 1978年12月3日  | 水沢   | 1600m | ブルコアニセイー   | 牡4  | 岩手 | 1:48.2 | 千葉博     | 熊谷春     |
| 第11回 | 1979年9月16日  | 水沢   | 1800m | ダテフジキング     | 牡4  | 岩手 | 2:05.7 | 村上実     | 千葉博     |
| 第12回 | 1980年9月28日  | 水沢   | 1800m | ボトムレス         | 牡4  | 岩手 | 2:00.8 | 佐々木陸男 | 大和正四郎 |
| 第13回 | 1981年9月27日  | 水沢   | 1900m | ダイバフジ         | 牡4  | 岩手 | 2:06.8 | 村上実     | 千葉博     |
| 第14回 | 1982年9月27日  | 水沢   | 1900m | マツノテンザン     | 牡4  | 岩手 | 2:09.5 | 佐々木恒   | 佐々木豊   |
| 第15回 | 1983年9月23日  | 水沢   | 1900m | ローゼンガバナー   | 牡4  | 岩手 | 2:09.2 | 小竹清一   | 佐々木豊   |
| 第16回 | 1984年9月9日   | 水沢   | 1900m | テツトテンプー     | 牡4  | 岩手 | 2:04.2 | 村上昌幸   | 城地藤男   |
| 第17回 | 1985年9月23日  | 水沢   | 1900m | ワダリンホー       | 牡4  | 岩手 | 2:05.1 | 三野宮通   | 瀬戸幸次   |
| 第18回 | 1986年9月28日  | 水沢   | 1900m | リユウリユウシユン | 牡4  | 岩手 | 2:06.7 | 佐藤浩一   | 菅原初郎   |
| 第19回 | 1987年11月8日  | 水沢   | 1900m | リツコウクラウン   | 牡4  | 岩手 | 2:05.1 | 村上昌幸   | 櫻田勝男   |
| 第20回 | 1988年11月21日 | 水沢   | 1900m | テンハクリユウ     | 牡4  | 岩手 | 2:05.1 | 佐藤浩一   | 櫻田新一郎 |
| 第21回 | 1989年10月10日 | 水沢   | 1900m | ナンブプレジデント | 牡4  | 岩手 | 2:07.2 | 佐藤雅彦   | 櫻田勝男   |
| 第22回 | 1990年12月3日  | 水沢   | 1900m | ナンブシユウホウ   | 牡4  | 岩手 | 2:05.8 | 佐藤雅彦   | 櫻田新一郎 |
| 第23回 | 1991年12月9日  | 水沢   | 1900m | サカモトテット     | 牡4  | 岩手 | 2:04.7 | 千田知幸   | 佐々木恒   |
| 第24回 | 1992年12月7日  | 水沢   | 1900m | サバンナショウリ   | 牡4  | 岩手 | 2:08.8 | 小林俊彦   | 小林長命   |
| 第25回 | 1993年12月5日  | 水沢   | 1900m | エーデーワン       | 牡4  | 岩手 | 2:05.7 | 小林俊彦   | 佐々木恒   |
| 第26回 | 1994年12月4日  | 水沢   | 1900m | サバンナテイオー   | 牡4  | 岩手 | 2:12.1 | 小林俊彦   | 小林義明   |
| 第27回 | 1995年12月3日  | 水沢   | 1900m | ジョセツローゼン   | 牡4  | 岩手 | 2:10.2 | 菅原勲     | 佐藤敏彦   |
| 第28回 | 1996年12月22日 | 水沢   | 1900m | トウホクシルバー   | 牡4  | 岩手 | 2:06.9 | 小林俊彦   | 佐々木由則 |
| 第29回 | 1997年12月21日 | 水沢   | 2000m | タービュレンス     | 牡4  | 岩手 | 2:15.9 | 佐藤雅彦   | 櫻田浩三   |
| 第30回 | 1998年11月29日 | 水沢   | 2000m | ライジングトウザイ | 牡4  | 岩手 | 2:10.8 | 菅原勲     | 城地藤男   |
| 第31回 | 1999年11月28日 | 水沢   | 2000m | ヒナナマーチ       | 牡4  | 岩手 | 2:10.9 | 三野宮通   | 小野寺三男 |

#### 留守杯日高賞
競走名は第1回から第3回まで「日高賞」、第4回以降は「留守杯日高賞」。
| 回数   | 施行日        | 競馬場 | 距離    | 優勝馬             | 性齢 | 所属   | タイム | 優勝騎手 | 管理調教師 | 馬主               |
| ------ | ------------- | ------ | ------- | ------------------ | ---- | ------ | ------ | -------- | ---------- | ------------------ |
| 第1回  | 2001年4月29日 | 水沢   | 1600m   | セイントリーフ     | 牝3  | 岩手   | 1:47.1 | 阿部英俊 | 鈴木七郎   | 内海正章           |
| 第2回  | 2002年4月28日 | 水沢   | 1600m   | バンフレッシュ     | 牝3  | 岩手   | 1:47.8 | 畠山信一 | 平澤芳三   | 佐々木誠吾         |
| 第3回  | 2003年4月27日 | 水沢   | 1600m   | アンダーワカフジ   | 牝3  | 岩手   | 1:44.1 | 村松学   | 村上昌幸   | 日山政藏           |
| 第4回  | 2004年5月2日  | 水沢   | 1600m   | バンメガミ         | 牝3  | 岩手   | 1:46.4 | 小林俊彦 | 佐々木修一 | 佐々木誠吾         |
| 第5回  | 2005年4月29日 | 水沢   | 1600m   | トミノアッフェアー | 牝3  | 岩手   | 1:46.6 | 菅原勲   | 千田知幸   | 大久保和夫         |
| 第6回  | 2006年4月29日 | 水沢   | 1600m   | サイレントエクセル | 牝3  | 岩手   | 1:45.0 | 板垣吉則 | 千葉博     | 道地房男           |
| 第7回  | 2007年4月29日 | 水沢   | 1600m   | パラダイスフラワー | 牝3  | 岩手   | 1:45.6 | 小林俊彦 | 櫻田浩三   | 山本武司           |
| 第8回  | 2008年4月29日 | 水沢   | 1600m   | カネショウプルート | 牝3  | 岩手   | 1:44.5 | 村上忍   | 村上実     | 上村清志           |
| 第9回  | 2009年5月3日  | 水沢   | 1600m   | シルバーカテリーナ | 牝3  | 岩手   | 1:44.3 | 菅原勲   | 佐藤晴記   | 蓑島竜一           |
| 第10回 | 2010年4月19日 | 水沢   | 1600m   | エレーヌ           | 牝3  | 笠松   | 1:43.2 | 筒井勇介 | 山中輝久   | （有）ホースケア   |
| 第11回 | 2011年5月30日 | 盛岡   | ダ1600m | アンダースポット   | 牝3  | 金沢   | 1:41.5 | 葛山晃平 | 宗綱泰彦   | 大黒富美子         |
| 第12回 | 2012年4月30日 | 水沢   | 1600m   | ミスシナノ         | 牝3  | 川崎   | 1:43.2 | 佐藤博紀 | 高月賢一   | 小林勝             |
| 第13回 | 2013年4月29日 | 水沢   | 1600m   | ハードデイズナイト | 牝3  | 川崎   | 1:42.9 | 山崎誠士 | 佐々木仁   | （有）グランド牧場 |
| 第14回 | 2014年4月28日 | 水沢   | 1600m   | コパノバウンシ     | 牝3  | 大井   | 1:44.3 | 矢野貴之 | 松浦裕之   | 小林祥晃           |
| 第15回 | 2015年4月27日 | 水沢   | 1600m   | ホレミンサイヤ     | 牝3  | 愛知   | 1:43.7 | 安部幸夫 | 荒巻透     | 木村良明           |
| 第16回 | 2016年4月24日 | 水沢   | 1600m   | サプライズハッピー | 牝3  | 岩手   | 1:47.0 | 山本聡哉 | 櫻田康二   | 西村專次           |
| 第17回 | 2017年4月23日 | 水沢   | 1600m   | ダンストンレガーメ | 牝3  | 岩手   | 1:45.3 | 村上忍   | 畠山信一   | 伊藤治子           |
| 第18回 | 2018年4月22日 | 水沢   | 1600m   | エグジビッツ       | 牝3  | 北海道 | 1:46.0 | 岩橋勇二 | 田中淳司   | 西森鶴             |
| 第19回 | 2019年4月29日 | 水沢   | 1600m   | グローリアスライブ | 牝3  | 川崎   | 1:40.0 | 村上忍   | 高月賢一   | 日下部勝徳         |
| 第20回 | 2020年4月26日 | 水沢   | 1600m   | ボンボンショコラ   | 牝3  | 浦和   | 1:43.8 | 山本聡哉 | 小久保智   | 田頭勇貴           |
| 第21回 | 2021年5月16日 | 水沢   | 1600m   | スマイルミュ       | 牝3  | 北海道 | 1:43.6 | 山本聡哉 | 村上正和   | 組）SRT            |
| 第22回 | 2022年5月15日 | 水沢   | 1600m   | グラーツィア       | 牝3  | 船橋   | 1:42.8 | 笹川翼   | 米谷康秀   | 岩山博文           |
| 第23回 | 2023年4月16日 | 水沢   | 1600m   | ワイズゴールド     | 牝3  | 大井   | 1:42.1 | 山本聡哉 | 市村誠     | 馬目卓             |
| 第24回 | 2024年4月21日 | 水沢   | 1600m   | エレノーラ         | 牝3  | 川崎   | 1:44.1 | 野畑凌   | 平田正一   | 吉岡廣樹           |
| 第25回 | 2025年4月20日 | 水沢   | 1600m   | フリーダム         | 牝3  | 大井   | 1:41.3 | 笹川翼   | 宗形竹見   | 藤本栄史           |

### 各回競走結果の出典
- 日高賞（アラブ系）
  - 日高賞 歴代優勝馬（第6回から第31回） - 地方競馬全国協会
- 留守杯日高賞
  - 留守杯日高賞 歴代優勝馬 - 地方競馬全国協会
  - JBISサーチ
    - 2001年、2002年、2003年、2004年、2005年、2006年、2007年、2008年、2009年、2010年、2011年、2012年、2013年、2014年、2015年、2016年、2017年、2018年、2019年、2020年、2021年、2022年、2023年、2024年、2025年